# 秋瓊尼齊亞
51°42′33″N 32°13′51″E / 51.70917°N 32.23083°E
秋瓊尼齊亞（烏克蘭語：Тютюнниця），是烏克蘭北部的村莊，隸屬切爾尼希夫州的科留基夫卡區。該村面積1.5平方公里，海拔高度133米，2001年人口269人，人口密度每平方公里179.8人。